# Černá Voda (Žacléř)
Osada Černá Voda (německy Schwarzwasser) je částí města Žacléř v okrese Trutnov v Královéhradeckém kraji. Tvoří stejnojmenné katastrální území a základní sídelní jednotku spolu s osadou Nové Domky.

## O osadě
Osada Černá Voda vznikla v rámci německé kolonizace Žacléřska v 16. století, nikdy však neměla větší význam. Nachází se nedaleko hranice s Polskem. Je tvořena několika málo chalupami. Krom několika obytných stavení se zde pod vrchem zvaným Na Písku (590 m n. m.) nachází hřbitov. Název Černá Voda je vztažen také k ulici v okrajové části Žacléře, která k osadě směřuje. Při okraji osady stojí kamenný kříž a dále pomník, na němž je uvedeno 12 jmen místních obyvatel (vesměs Němců), kteří se stali oběťmi první světové války. Původní obyvatelstvo bylo odsunuto po roce 1945.
Na katastrálním území Černá Voda u Žacléře leží památkově chráněný bývalý hlubinný uhelný důl Jáma Františka. Ve vsi samotné je památkově chráněna bývalá vápenka.